# GNU Multiple Precision Arithmetic Library
GNU Multiple Precision Arithmetic Library (GMP) es una biblioteca libre escrita en C para cálculos con precisión arbitraria con números enteros, racionales o números en coma flotante. No impone límites prácticos a la precisión, salvo los derivados de la memoria disponible en la máquina en que se ejecuta.
La primera versión data de 1991. Su desarrollo y mantenimiento continúa con la publicación de nuevas versiones en el plazo aproximado de un año. Es utilizada por el programa de cálculo simbólico Maple a partir de la versión 9 y por Mathematica a partir de la versión 5.
- Datos: Q1205818
- Multimedia: GMP / Q1205818